# يوكيتوشي إيتو
يوكيتوشي إيتو (باليابانية: 伊東 幸敏) (3 سبتمبر 1993 في فوجي في اليابان – )؛ هو لاعب كرة قدم ياباني سابق كان يلعب كمدافع.

## وصلات خارجية
- يوكيتوشي إيتو على موقع الاتحاد الدولي (مؤرشف)  (الإنجليزية)
- يوكيتوشي إيتو على موقع رابطة كرة القدم اليابانية للمحترفين (اليابانية)
- يوكيتوشي إيتو على موقع قاعدة بيانات كرة القدم.إي يو (الإنجليزية)
- يوكيتوشي إيتو على موقع Soccerway.com (الإنجليزية)
- يوكيتوشي إيتو على موقع عالم كرة القدم.نت (الإنجليزية)
- يوكيتوشي إيتو على موقع كووورة